# Luke Walton
Pour les articles homonymes, voir Walton.
Luke Walton, né le 28 mars 1980 à San Diego en Californie, est un joueur puis entraîneur américain de basket-ball.
Il est deux fois champion NBA en jouant au poste d'ailier avec les Lakers de Los Angeles. Il est entraîneur adjoint de Steve Kerr de 2014 à 2016, avec lequel il remporte un titre NBA.
Luke Walton est le fils de Bill Walton, membre du Basketball Hall of Fame.

## Carrière de joueur

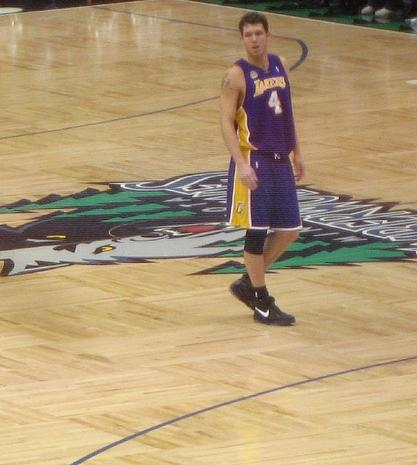
Luke Walton en 2008

Luke Walton joue pendant quatre ans pour les Wildcats de l’université de l'Arizona, entraînés par Lute Olson, Champion du monde 1986 avec la sélection américaine. Sa troisième saison (junior) est la meilleure. Ses moyennes sont alors de 15,7 points, 7,3 rebonds, 6,3 passes décisives, 1,6 interception et 0,6 contre par match.

### Lakers de Los Angeles
Luke Walton est sélectionné par les Lakers de Los Angeles au deuxième tour de la draft de 2003 (32e choix). Emmené par le duo Kobe Bryant - Pau Gasol, il remporte avec eux deux titres de champion NBA. En 2009, ils battent en finale le Magic d'Orlando et en 2010, les Celtics de Boston, après avoir perdu contre ces derniers en 2008. Il évolue alors sous les ordres de Phil Jackson, entraîneur le plus titré de l'histoire de la NBA et très friand de l'attaque en triangle.
Individuellement, Luke Walton réalise sa meilleure saison en 2006-2007. Il a des moyennes de 11,4 points, 5 rebonds et 4,3 passes décisives par match.

### Cavaliers de Cleveland
Le 15 mars 2012, il rejoint les Cavaliers de Cleveland avec Jason Kapono et deux premiers choix de draft, en échange de Ramon Sessions et Christian Eyenga.

## Carrière d'entraineur

### NCAA et NBA Development League
Sa carrière d’entraîneur débute en 2011 pendant le lock-out, la grève des joueurs NBA. Il est engagé par l'université de Memphis comme entraîneur adjoint des Tigers auprès de Josh Pastner (en).
À la fin de la saison 2013, il arrête sa carrière de joueur et devient l'adjoint de l'entraîneur Bob MacKinnon aux D-Fenders de Los Angeles en NBA Development League. Il est chargé du développement des jeunes joueurs.

### Warriors de Golden State
Luke Walton s'engage avec les Warriors de Golden State le 3 juillet 2014 en tant qu'entraîneur adjoint de Steve Kerr, nouvellement nommé entraîneur. Avec notamment Stephen Curry et Klay Thompson sur le terrain, la franchise remporte les Finales NBA 2015 face aux Cavaliers de Cleveland. 
La saison suivante, Luke Walton remplace Steve Kerr, opéré au dos pendant l'été et contraint de s'éloigner quelque temps des parquets. Il assure l'intérim durant les 43 premiers matchs avec succès : 39 victoires - 4 défaites.
Les Warriors commencent la saison en remportant leurs 24 premiers matchs, un nouveau record NBA. En outre, leur victoire 119-69 le 3 novembre à Memphis contre les Grizzlies est le troisième plus gros écart établi par la franchise californienne. C'est aussi la plus large victoire enregistrée dans la ligue depuis 1991. Luke Walton est récompensé par le titre d'entraîneur du mois de la Conférence Ouest pour les résultats de son équipe en octobre et novembre.
Golden State termine la saison avec un bilan record de 73 victoires contre 9 défaites et Steve Kerr est élu meilleur entraîneur de la ligue.

### Lakers de Los Angeles
Le 29 avril 2016, il s'engage avec les Lakers de Los Angeles comme entraîneur principal pour remplacer Byron Scott, démis de ses fonctions. La franchise californienne est en pleine reconstruction. Avec 17 victoires et 65 défaites, elle vient d'enregistrer le pire bilan de son histoire et Kobe Bryant, joueur emblématique prend sa retraite après vingt saisons sous ses couleurs. Enthousiasmé par l'annonce de la signature, Steve Kerr souligne alors son « incroyable compréhension du jeu et sa capacité à communiquer avec tout le monde ».
Il améliore progressivement le bilan des Lakers sur ses deux premières saisons, avec des bilans de 25-56 et 35-47 respectivement.
En 2018, les Lakers signent un contrat de 153 millions de dollars sur quatre ans avec LeBron James, élevant les attentes de l'équipe. Avec James, un noyau de jeunes joueurs comme Brandon Ingram, Kyle Kuzma ou Lonzo Ball, le front office complète l'effectif avec des vétérans. Les Lakers atteignent un bilan de 20-14 après une victoire à Noël sur les Warriors de Golden State, mais James et Rajon Rondo se blessent pendant le match. Une baisse de niveau est constatée, les résultats ne suivent plus et l’équipe ne s'en remet pas, finissant la saison à 37-45. En dépit des blessures durant la saison, Walton a utilisé plus de 25 formations de départ différentes au cours de la saison. Avant la fin de la saison, Magic Johnson démissionne, citant entre autres, qu’il souhaitait éviter le conflit avec la propriétaire Jeanie Buss, qui soutenait Walton, tandis que Johnson avait l’intention de le congédier.
Luke Walton n'arrive cependant pas à répondre aux attentes des Lakers, à la fin de la saison 2018-2019 et de la non qualification en playoffs, il est licencié. Son bilan en tant qu'entraîneur des Lakers est de 98 victoires en 246 matchs.

### Kings de Sacramento
Le 14 avril 2019, il est nommé entraîneur principal des Kings de Sacramento. Lui et le manager général des Kings, Vlade Divac, sont coéquipiers aux Lakers en 2004-2005, dernière saison de Divac après avoir passé six ans avec Sacramento. Les Kings débutent difficilement la saison 2019-2020 après avoir perdu leur ailier fort, Marvin Bagley.
En août 2020, Vlade Divac démissionne de son poste de manager général. Walton est conservé en tant qu'entraineur par le nouveau manager Monte McNair pour le début de la saison 2020-2021.
Luke Walton est licencié le 21 novembre 2021 après une défaite contre le Jazz de l'Utah et un bilan de 6 victoires pour 11 défaites.

## Affaire judiciaire
En avril 2019, Kelli Tennant porte plainte contre Walton pour une agression sexuelle qui se serait déroulée en 2014 alors qu'il était entraîneur adjoint des Warriors de Golden State. La NBA ouvre aussi une enquête interne,,. En août 2019, la NBA clôt son enquête interne et ne peut confirmer les accusations de Tennant par manque de preuve. En novembre, Kelli Tennant retire sa plainte.

## Palmarès

### Joueur
- 2× Champion NBA en 2009 et 2010 avec les Lakers de Los Angeles
- 3× Champion de la Conférence Ouest en 2008, 2009 et 2010
- 5× Champion de la Division Pacifique en 2004, 2008, 2009, 2010 et 2011

### Entraîneur
- Champion NBA en 2015 avec les Warriors de Golden State

## Statistiques

### Joueur

#### Saison régulière
| Champion NBA |

| Saison    | Équipe      | Matchs | Titul. | Min./m | % Tir | % 3pts | % LF | Rbds/m. | Pass/m. | Int/m. | Ctr/m. | Pts/m. |
| --------- | ----------- | ------ | ------ | ------ | ----- | ------ | ---- | ------- | ------- | ------ | ------ | ------ |
| 2003-2004 | L.A. Lakers | 72     | 2      | 10.1   | .425  | .333   | .705 | 1.8     | 1.6     | .4     | .1     | 2.4    |
| 2004-2005 | L.A. Lakers | 61     | 5      | 12.6   | .411  | .262   | .708 | 2.3     | 1.5     | .4     | .2     | 3.2    |
| 2005-2006 | L.A. Lakers | 69     | 6      | 19.3   | .412  | .327   | .750 | 3.6     | 2.3     | .6     | .2     | 5.0    |
| 2006-2007 | L.A. Lakers | 60     | 60     | 33.0   | .474  | .387   | .745 | 5.0     | 4.3     | 1.0    | .4     | 11.4   |
| 2007-2008 | L.A. Lakers | 74     | 31     | 23.4   | .450  | .333   | .706 | 3.9     | 2.9     | .8     | .2     | 7.2    |
| 2008-2009 | L.A. Lakers | 65     | 34     | 17.9   | .436  | .298   | .719 | 2.8     | 2.7     | .5     | .2     | 5.0    |
| 2009-2010 | L.A. Lakers | 29     | 0      | 9.4    | .357  | .412   | .500 | 1.3     | 1.4     | .3     | .0     | 2.4    |
| 2010-2011 | L.A. Lakers | 54     | 0      | 9.0    | .328  | .235   | .700 | 1.2     | 1.1     | .2     | .1     | 1.7    |
| 2011-2012 | L.A. Lakers | 9      | 0      | 7.2    | .429  | .000   | .000 | 1.6     | .6      | .2     | .0     | 1.3    |
| 2011-2012 | Cleveland   | 21     | 0      | 14.2   | .353  | .438   | .000 | 1.7     | 1.4     | .1     | .0     | 2.0    |
| 2012-2013 | Cleveland   | 50     | 0      | 17.1   | .392  | .299   | .500 | 2.9     | 3.3     | .8     | .3     | 3.4    |
| Carrière  | Carrière    | 564    | 138    | 17.2   | .429  | .326   | .715 | 2.8     | 2.3     | .6     | .2     | 4.7    |

#### Playoffs
| Saison   | Équipe      | Matchs | Titul. | Min./m | % Tir | % 3pts | % LF  | Rbds/m. | Pass/m. | Int/m. | Ctr/m. | Pts/m. |
| -------- | ----------- | ------ | ------ | ------ | ----- | ------ | ----- | ------- | ------- | ------ | ------ | ------ |
| 2004     | L.A. Lakers | 17     | 0      | 7.9    | .345  | .385   | .700  | 1.3     | 1.5     | .4     | .1     | 1.9    |
| 2006     | L.A. Lakers | 7      | 7      | 33.6   | .458  | .364   | 1.000 | 6.4     | 1.7     | 1.0    | .1     | 12.1   |
| 2007     | L.A. Lakers | 5      | 5      | 25.6   | .389  | .417   | .750  | 4.2     | 2.6     | 1.4    | .2     | 7.2    |
| 2008     | L.A. Lakers | 21     | 0      | 16.8   | .454  | .423   | .722  | 2.6     | 2.0     | .5     | .2     | 6.0    |
| 2009     | L.A. Lakers | 21     | 0      | 15.8   | .427  | .313   | .611  | 2.5     | 2.1     | .7     | .1     | 3.8    |
| 2010     | L.A. Lakers | 16     | 0      | 6.0    | .304  | .222   | .500  | .5      | .9      | .1     | .1     | 1.1    |
| 2011     | L.A. Lakers | 1      | 0      | 4.0    | .000  | .000   | .000  | 1.0     | .0      | .0     | .0     | .0     |
| Carrière | Carrière    | 88     | 12     | 14.6   | .420  | .360   | .701  | 2.3     | 1.7     | .5     | .1     | 4.3    |

### Entraîneur
| Équipe      | Année     | Saison régulière | Saison régulière | Saison régulière | Saison régulière | Saison régulière         | Playoffs | Playoffs  | Playoffs | Playoffs | Playoffs        |
| Équipe      | Année     | Matchs           | Victoires        | Défaites         | %                | Classement               | Matchs   | Victoires | Défaites | %        | Résultat        |
| ----------- | --------- | ---------------- | ---------------- | ---------------- | ---------------- | ------------------------ | -------- | --------- | -------- | -------- | --------------- |
| L.A. Lakers | 2016-2017 | 82               | 26               | 56               | 31,7             | 4e en division Pacifique | -        | -         | -        | -        | Pas de playoffs |
| L.A. Lakers | 2017-2018 | 82               | 35               | 47               | 42,7             | 3e en division Pacifique | -        | -         | -        | -        | Pas de playoffs |
| L.A. Lakers | 2018-2019 | 82               | 37               | 45               | 45,1             | 4e en division Pacifique | -        | -         | -        | -        | Pas de playoffs |
| Sacramento  | 2019-2020 | 72               | 31               | 41               | 43,1             | 4e en division Pacifique | -        | -         | -        | -        | Pas de playoffs |
| Sacramento  | 2020-2021 | 72               | 31               | 41               | 43,1             | 5e en division Pacifique | -        | -         | -        | -        | Pas de playoffs |
| Sacramento  | 2021-2022 | 17               | 6                | 11               | 35,3             | Limogé                   | -        | -         | -        | -        | -               |
| Total       | Total     | 407              | 166              | 241              | 40,8             |                          | -        | -         | -        | -        |                 |

## Records sur une rencontre en NBA
Les records personnels de Luke Walton en NBA sont les suivants, :
| Type de statistique        | Saison régulière | Saison régulière          | Saison régulière | Playoffs | Playoffs            | Playoffs      |
| Type de statistique        | Record           | Adversaire                | Date             | Record   | Adversaire          | Date          |
| -------------------------- | ---------------- | ------------------------- | ---------------- | -------- | ------------------- | ------------- |
| Points                     | 25               | Hawks d'Atlanta           | 8 décembre 2006  | 19       | @ Suns de Phoenix   | 23 avril 2006 |
| Paniers marqués            | 10               | Hawks d'Atlanta           | 8 décembre 2006  | 9        | @ Suns de Phoenix   | 23 avril 2006 |
| Paniers tentés             | 17               | @ Suns de Phoenix         | 13 avril 2007    | 19       | Suns de Phoenix     | 28 avril 2006 |
| Paniers à 3 points réussis | 4                | 2 fois                    | 2 fois           | 2        | 4 fois              | 4 fois        |
| Paniers à 3 points tentés  | 5                | 6 fois                    | 6 fois           | 5        | Suns de Phoenix     | 29 avril 2007 |
| Lancers francs réussis     | 7                | 3 fois                    | 3 fois           | 4        | @ Jazz de l'Utah    | 9 mai 2008    |
| Lancers francs tentés      | 9                | @ Bobcats de Charlotte    | 3 février 2006   | 5        | @ Nuggets de Denver | 26 avril 2008 |
| Rebonds offensifs          | 7                | @ Bobcats de Charlotte    | 29 décembre 2006 | 3        | 4 fois              | 4 fois        |
| Rebonds défensifs          | 9                | 2 fois                    | 2 fois           | 8        | 2 fois              | 2 fois        |
| Rebonds totaux             | 12               | Kings de Sacramento       | 15 avril 2005    | 10       | Suns de Phoenix     | 28 avril 2006 |
| Passes décisives           | 12               | Knicks de New York        | 4 mars 2013      | 8        | Pistons de Détroit  | 8 juin 2004   |
| Interceptions              | 5                | @ Bobcats de Charlotte    | 29 décembre 2006 | 3        | 3 fois              | 3 fois        |
| Contres                    | 2                | 10 fois                   | 10 fois          | 2        | Pistons de Détroit  | 8 juin 2004   |
| Balles perdues             | 6                | Timberwolves du Minnesota | 9 novembre 2007  | 7        | Suns de Phoenix     | 29 avril 2007 |
| Minutes jouées             | 50               | @ Bobcats de Charlotte    | 29 décembre 2006 | 40       | Suns de Phoenix     | 28 avril 2006 |

- Double-double : 8 (dont 1 en playoffs)
- Triple-double : 0

## Vie privée
Il tient son nom d’un ami et coéquipier de son père aux Trail Blazers de Portland, Maurice Lucas.[réf. nécessaire]